# Fátima Rodríguez

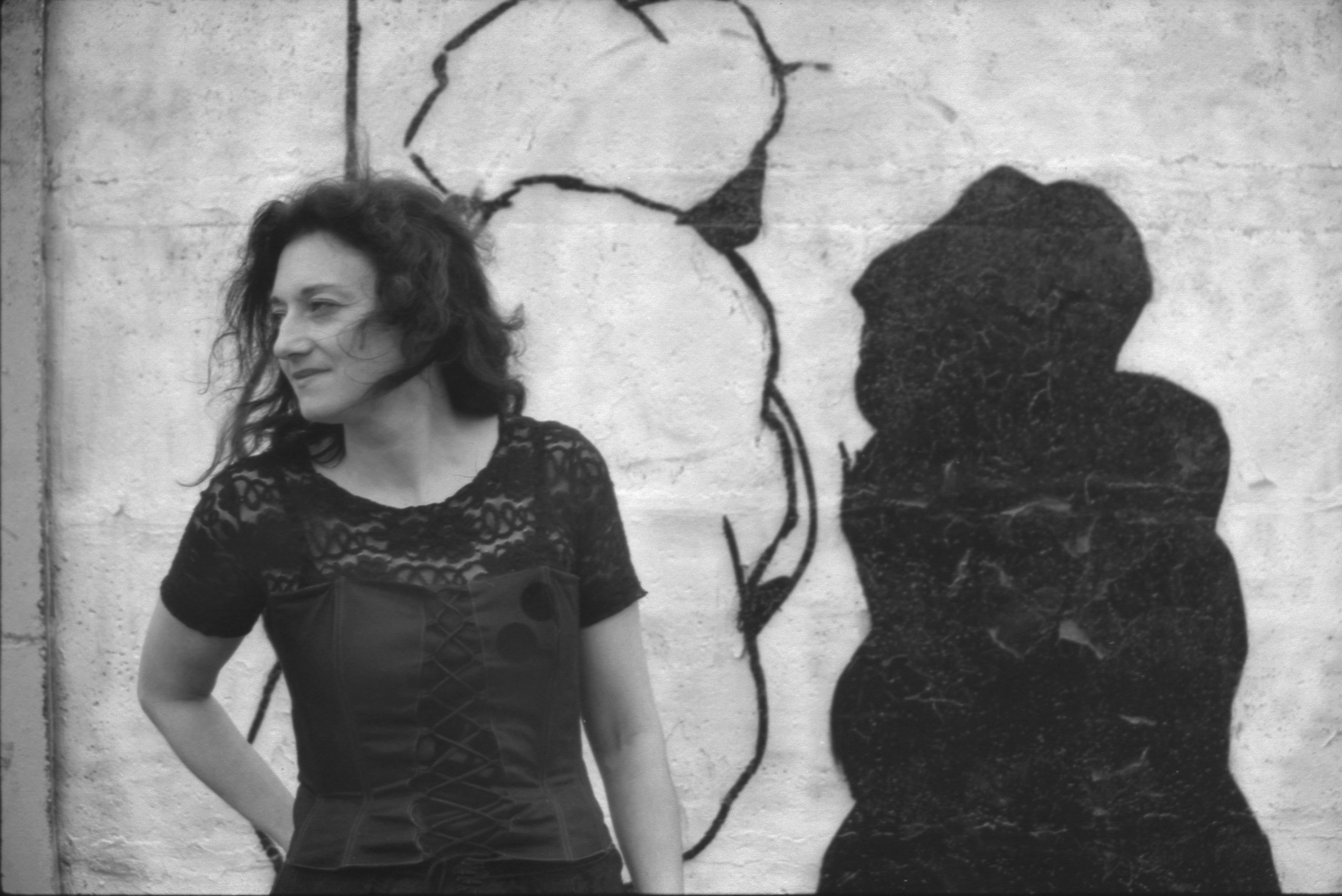
Die Autorin 2006 in Toulouse (Foto María Fariña)

Fátima Rodríguez (* 15. Mai 1961 in Pontedeume, Galicien) ist eine galicische Schriftstellerin, Übersetzerin in Galicisch und Spanisch sowie Dozentin an der Universität der Westbretagne in Brest.

## Leben
Fátima Rodríguez studierte Romanistik an der Universität von Santiago de Compostela. Das Doktorat in Vergleichender Literaturwissenschaft erlangte sie in Frankreich. Zwischen 1983 und 2008 lebte sie in Toulouse. Zwischen 1991 und 1993 belegte sie ein Master-Studium in Translationswissenschaft an der Universität Barcelona. Mit Reisen nach Rumänien und Italien vervollständigte sie ihre Ausbildung als Romanistik und vertiefte ihre Kenntnisse zeitgenössischer Literaturen.
Während ihres Aufenthaltes in Toulouse arbeitete sie mit dem Kulturinstitut Casa de Galicia zusammen, um das Wissen über galicische Kultur zu fördern. Als Romanistin beschäftigt sie sich mit Schriftstellern der Karibik. Sie veröffentlicht regelmäßig Artikel zu Sprachen und Literaturen der spanischsprachigen und lateinamerikanischen Welt. Seit 2008 lebt sie in Brest und arbeitet an der Universität der Westbretagne.
Fátima Rodríguez verfasst ihre wissenschaftlichen Publikationen auf Französisch, Spanisch und Galicisch. Sie ist Mitglied des Réseau Français d’Études Galiciennes und der Asociación Caribeña de Estudios del Caribe.

## Literarisches Werk
Ihre Herkunft, die galicische Kultur und Sprache sind zentrale Themen der Lyrik von Fátima Rodríguez. Manchmal sind die Bezüge politischer Natur, wie etwa im Gedicht „Nos outros“ („Bei den andern“), das in der Anthologie EXIL – témoignages sur la Guerre d’Espagne, les camps et la résistance au franquisme über den Spanischen Bürgerkrieg und den Widerstand gegen den Franco abgedruckt ist. Oft thematisieren ihre Bezüge den Schmerz, der „in der Poesie zur Ästhetik wird“. Die kubanische Essayistin Minerva Salado betont, dass es nicht einfach sei, Schmerz in Ästhetik zu transformieren, vor allem, wenn „eine mögliche Ästhetik aus einem Schmerz herauskommt, der gleichzeitig die Identität eines Volkes ausmacht“.
Die Autorin ist sozusagen eine Reisende. In Galicien geboren, Studentin in Santiago de Compostela, Barcelona und Toulouse, Dozentin zuerst in Toulouse, danach in Brest, lebt sie das Leben einer Reisenden, einer „viaxeira“ auf Galicisch, ein Wort, das laut Minerva Salado „eine Person bezeichnet, die nicht mehr zurückkommt“ und die „Ungewissheit angesichts der Zukunft“. Fátima Rodríguez schrieb an einer Stelle: „A viaxeira non ha de parar nunca“ („Die Reisende darf niemals stehen bleiben“)., was sich auf die galicischen Migrantinnen bezieht.
In diesem Sinne ist ein Lyrikband von Fátima Rodríguez „eine Heimstatt, wo Sprache, Körper und Landschaft ineinander verschmelzen“. Der Körper und dessen Wortschatz sind ein weiteres Thema der Autorin, etwa, wenn sie schreibt: „unha racha nítida encegadora/no medio da paisaxe/tan conforme tan conforme que non estoura nada“ („ein klarer Schnitt, blind machend/im Herz der Landschaft/so erwartet so erwartet, dass nichts mehr Sprünge macht“) oder „Retorna, lingua, á terra das neneces/ó teu eido matriz, onde soñaran/úteros acollentes/suspendidos/na cúpula da morte en desmemoria/sedimentos de olvidos no sobrado.“ („Komm, Sprache, zurück in die Gefilde der Kindheit/aufs mütterliche Feld, wo empfängnisbereite/Uteri träumen/sie hängen/in der Kuppel des erinnerungslosen Todes/Sedimente des Vergessens im Schober.“) María Rosa Lojo bemerkt, dass ein „Frauenkörper die vom Mutterkörper gelöste Nabelschnur sucht“, die „der Sprache und dem Boden“ entspricht. Sie spricht von der „Verlassenheit der Nomaden“, die jedoch niemals völlig von der Sprache des Körpers getrennt werden kann.

## Werke

### Literarische Publikationen
- Amencida dos corpos/Amanecida de los cuerpos, Lyrik (galicisch; span. Übersetzung von Jorge Ledo), Praxis Verlag, Mexiko, 2005, ISBN 968-7646-33-0
- Limite de propriedad, Lyrik (span. Übersetzung von Gloria Vergara), Torremozas Verlag, Madrid, 2006, ISBN 978-84-7839-368-8
- Oblivionalia, Lyrik (galicisch; franz. Übersetzung von Vincent Ozanam), Les Hauts-Fonds, Brest, 2010, ISBN 978-2-9532332-7-8

### Wissenschaftliche Publikationen (Auswahl)
- Fátima Rodríguez: „Les je(ux) de l’énonciation dans l’Erotica de X. L. Méndez Ferrín“, in: L’espace du corps 1. Littérature. Seminaria, 1, Rilma 2-ADEHL, Mexiko-Limoges, 2007, S. 61–70
- Fátima Rodríguez: „Otras proyecciones de la materia textual. La Pasión de los nómades de María Rosa Lojo. Historias heterógrafas.“ In: Le Texte et ses liens II, Paris-Sorbonne, 2005–2006, ISSN 1954-3239 Online-Text (18. März 2011; PDF; 159 kB)
- Fátima Rodríguez und Laura Eurenia Tudoras: „Las fronteras ascendentes de Paul Morand: Flèche d’Orient y Bucarest“ In: Revista de Filología Románica, Nr. 20, Madrid, 2003, ISSN 0212-999X, S. 179–190 Online-Text (18. März 2011)
- Fátima Rodríguez und Laura Eurenia Tudoras: „Viajes azarosos: la aventura de la insularidad en la narrativa puertorriqueña: Vecindarios excéntricos de Rosario Ferré“ In: Revista de Filología Románica, Nr. 22, Madrid, 2005, ISSN 0212-999X, S. 193–200